# Aachen-Laurensberger Rennverein
Der Aachen-Laurensberger Rennverein e. V. (kurz ALRV) ist ein Pferdesportverein mit Sitz in Aachen.
Der gemeinnützige Verein ist Veranstalter des alljährlichen Weltfestes des Pferdesports, CHIO Aachen. Im Jahre 1898 wurde er von den Fabrikanten Arnold Deden und Hubert Wienen, dem Reitlehrer Gustav Rensing, sowie einigen wohlhabenden Großgrundbesitzern, Landwirten und Kaufleuten der Region gegründet. Insgesamt kamen 35 Gründungsmitglieder zusammen. Derzeit hat der Verein circa 600 Einzelmitglieder sowie 30 Mitgliedsfirmen.

## Geschichte

### Anfänge
1898 schlossen sich Gutsbesitzer, Fabrikanten, Landwirte, Viehhändler und Reitlehrer aus der Region zunächst zum Laurensberger Rennverein zusammen. Die Zielsetzung des Vereins war, für die pferdesportbegeisterten Aachener öffentliche Pferderennen zu organisieren. Bereits unter der Schirmherrschaft von Karl dem Großen waren 1000 Jahre zuvor in Aachen die Reiter gegeneinander sportlich ins Feld gezogen. Im 19. Jahrhundert waren es vor allem zahlreiche Rennen in Aachener Vororten wie beispielsweise im Brander Feld oder in Schönforst, die um 1830 von dem Industriellen James Cockerill nach englischem Vorbild initiiert und um 1870 von seinen Enkeln und angesehenen Herrenreitern Otto und Henry Suermondt weiter ausgebaut worden waren und sich großer Beliebtheit erfreuten. Nachdem vor allem in Brand mit dem letzten Rennen im Jahr 1896 die dortige Pferdesportveranstaltung wegen finanziellen Engpässen von dem ausrichtenden Aachener-Renn-Verein eingestellt werden musste, wollte der noch junge Laurensberger Rennverein mit Hilfe seiner einflussreichen Beziehungen zur Wirtschaft und zur Politik den Reitsport in der Tradition der bisherigen Veranstaltungen in der Soers wieder aufleben lassen.

### Weimarer Zeit
Nach ersten Gehversuchen fand der am 15. Juni 1923 in Aachen-Laurensberger Rennverein umbenannte Klub Anfang der 1920er Jahre seine heutige Heimat auf dem weitläufigen Turniergelände in der Aachener Soers. 1924 konnte hier neben dem gewohnten Renntag das erste so genannte Reit- und Fahrturnier, verbunden mit Flach- und Hürdenrennen eröffnet werden. 20 000 Zuschauer wurden gezählt und die Grundlagen für den späteren CHIO gelegt. 
Trotzdem kam es danach zu einer ersten ernsthaften Krise des Vereins, da dieser sich unter anderem auf Grund der Alliierten Rheinlandbesetzung Konkurrenzveranstaltungen außerhalb der Besatzungszone gegenüber benachteiligt sah, woraufhin es schließlich zu erheblichen Mitgliederaustritten kam und der Verein vor der Auflösung stand. Nur dank massiver finanzieller Unterstützung vor allem des Landrates Hermann Pütz, des amtierenden Oberbürgermeisters Wilhelm Farwick sowie seines Nachfolgers Wilhelm Rombach und Persönlichkeiten der Wirtschaft konnte der Verein und damit die weiteren geplanten Veranstaltungen gerettet werden.
1927 folgte schließlich das erste internationale Turnier und zwei Jahre später der erste Nationenpreis, mit dem die eigentliche Ära des CHIO (Concours Hippique International Officiel) begann. Mit dem Ende der Rheinlandbesetzung öffnete der ALRV sein Turnier auch für die Reichswehr und ermöglichte dadurch, dass die folgenden Turniere einen zusätzlichen militärischen Charakter erhielten und als Bühne für vaterländische Bekenntnisse dienten.

### Zeit des Dritten Reiches
Diese Entwicklung setzte sich nach 1933 verstärkt fort und ein Großteil des Vereins ließ sich für die Interessen der Nationalsozialistischen Regierung einspannen. Der amtierende Vorsitzende Hubert Wienen trat der NSDAP bei, was innerhalb des Vereins zu zahlreichen Austritten verdienter Mitglieder wie beispielsweise Richard Talbot führte. Wienen verstand es dank der Hilfe des Oberbürgermeisters und ebenfalls NSDAP-Mitgliedes Quirin Jansen, für die folgenden Turniere hochrangige Politfunktionäre einzuladen. So erschienen unter anderem zunächst Hermann Göring, der während seines Turnierbesuches 1933 sogar kurzfristig zum Ehrenbürger der Stadt Aachen erklärt wurde und später der Reichssportführer Hans von Tschammer und Osten, der das Turnier 1935 als Werbemaßnahme für die Olympischen Spiele 1936 deklarierte und dadurch in seiner Funktion propagandistisch aufwertete.
1938 reisten bereits rund 120.000 Gäste aus ganz Europa in die Soers, und es traten in fünfzig Prüfungen 600 Pferde mit ihren Reitern gegeneinander an. Ganz im Zeichen der Entfesselung des Zweiten Weltkrieges stand schließlich das Turnier von 1939.

### Nachkriegszeit
Der Krieg bedeutete eine Zäsur. 1947 wehten wieder die Fahnen der ehemaligen deutschen Kriegsgegner Großbritannien, USA oder der Niederlande im Reitstadion. Fritz Thiedemann, Hans Günter Winkler, Alwin, Paul und Werner Schockemöhle, Piero und Raimondo D’Inzeo oder Nick Skelton, Reiner Klimke, Josef Neckermann, Liselott Linsenhoff, Elena Petushkova oder Nadine Capellmann und Isabell Werth; Richard Talbot, IJsbrand Chardon oder Michael Freund prägten in der Folge die Aachener Reitsportgeschichte. Der Verein organisierte das Weltfest des Pferdesports, die Welt- (Springen 1955, 1956, 1978 und 1986; Dressur 1970) und Europameisterschaften (Springen 1958, 1961, 1965, 1971; Dressur 1967, 1973, 1983).

### 21. Jahrhundert

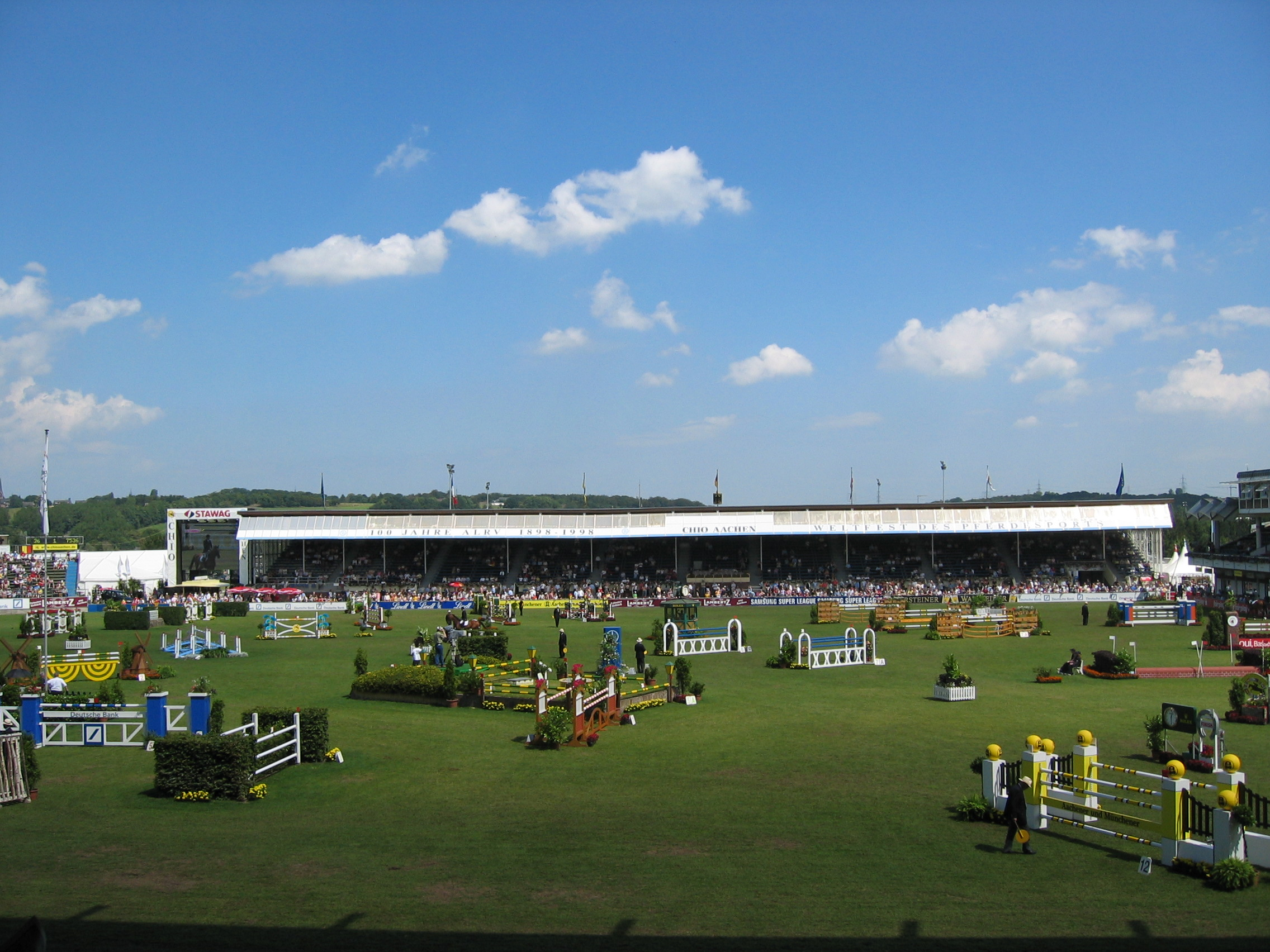
Reitstadion in der Aachener Soers

Die Aachener Bevölkerung nimmt stark an den Pferdeevents teil und verleiht ihnen Volksfestcharakter. Die Zuschauerzahlen des Turniers steigen stetig, 2008 waren es 360.000.
2004 bis 2006 wurde das Turniergelände runderneuert und damit auch die Vorbereitungen für die fünften Weltmeisterschaften/Weltreiterspiele in sieben Disziplinen – Springreiten, Dressur, Vielseitigkeit, Fahren, Distanzreiten, Voltigieren und Reining – vom 20. August bis zum 3. September 2006, getroffen. Das Turnier fand erstmals in Deutschland statt. Knapp 800 Sportler und ihre Pferde kämpften um 16 Goldmedaillen – und 576.000 Besucher verfolgten die Wettkämpfe.
Zudem organisierte der ALRV in den Jahren 2010 und 2017 die Deutschen Jugendmeisterschaften sowie die FEI Europameisterschaften 2015 in Aachen. 
Darüber hinaus veranstaltet der ALRV jedes Jahr das Nachwuchsturnier „Youngstars“ (früher „Salut Festival“) in den Disziplinen Dressur und Springen.
Die Deutschen Jugendmeisterschaften finden im August 2025 erneut in der Soers statt und im Sommer 2026 werden die FEI-Weltmeisterschaften vom ALRV ausgetragen und kehren somit nach Aachen zurück.

## Organisation (Stand 2025)
Der ALRV besteht aus folgenden Gremien:
- Der Aufsichtsrat besteht aus sechs Personen: Aufsichtsratsvorsitzende bzw. Präsidentin ist Stefanie Peters, ihr Stellvertreter bzw. Vizepräsident ist Frank Kemperman, weitere Mitglieder sind Thomas Förl, Jürgen Petershagen, Stephan Kranz und Peter Weinberg.
- Aktuelle Ehrenpräsidenten sind: Carl Meulenbergh, Klaus Pavel
- Dem Vorstand gehören Philip Erbers und Birgit Rosenberg an.
- Der Beirat besteht aus 19 Personen